# آیشتال
آیشتال (Aichtal) شهری است در ایالت بادن-وورتمبرگ آلمان.